# مسافی الفجیره
مسافی الفجیره (به عربی: مسافی الفجیرة)(به انگلیسی: Masafi Fujarah) روستاایست کوهستانی از توابع امارت فجیره از امارات هفتگانه کشور امارات متحده عربی که در شمال شرقی این کشور واقع شده‌است. این روستا در فاصلهٔ ۳۵ کیلومتری شهر الفجیره در داخل کوه و در کنار جادهٔ ارتباطی فجیره به دبی و در پایهٔ رشته کوه‌های بلند کوه حجر واقع شده‌است.
به علت سرسبزی روستا ودارا بودن باغ‌های متنوع درختان مرکبات و میوه، اولین ساکنان این روستا آن را «لبنان الصغیرة» یعنی (لبنان کوچک) می‌نامیده‌اند.

## جمعیت
جمعیت روستا در حدود ۵۰۰ نفر (۳۹ خانوار) است که از اهل سنت و مالکی مذهب هستند، یعنی از پیروان امام مالک بن انس هستند.
ساکنان این روستا از چهار قبیله ی
معروف عرب امارات تشکیل شده‌اند:
- قبیلهٔ العبدولی
- قبیلهٔ الحفیتی
- قبیلهٔ النقبی
- قبیلهٔ المزروعی

## باغ‌های مرکبات
مسافی الفجیرة دارای زمین‌های حاصل خیز کشاورزی و آب شیرین است و شغل بیشتر مردم روستا کشاورزی است و باغ و محصول‌های کشاورزی زیادی در روستا است. محصول‌های کشاورزی و میوه‌های مختلف زیادی در مسافی الفجیرة وجود دارد. محصول این باغ‌ها عبارت‌اند از: سیب، هلو، انار، پرتقال، نارنگی، لیمو ترش، لیمو شیرین، نارنج، بالنگ، نخل، موز به اضافه خربزه، هندوانه، انبه، نخل خرما، گوآوا، لوز، بادام، پاپای، موز، خیار و دیگر محصول‌های صیفی زمستانی می‌کارند، همچنین در مواسم باران جو و گندم و عدس نیز می‌کارند، ساکنان این منطقهٔ کوهستانی در کنار کشاورزی از کوه‌های اطراف روستاهای خود عسل نیز جمع‌آوری می‌کنند ومی فروشند، عسل این مناطق طعم مخصوصی دارد وگران قسمت است.

## آثار تاریخی
آثار تاریخی زیادی در این روستا وجود دارد. قلعه‌ای تاریخی در ضلع شمالی روستا وجود دارد که تاریخ بنای آن به ۴۰۰ سال بیش بر می‌گردد که با گذشت سالیان دراز همچنان پابرجا مانده‌است. در پایهٔ کوه روی تپه‌ای آثار چند خانهٔ قدیمی نمایان است که از سنگ وگِل ولای ساخته شده‌است.